# أليسيو سونداس
أليسيو سونداس (بالإيطالية: Alessio Sundas)‏ هو وكيل رياضي ورائد أعمال إيطالي، ولد في 2 ديسمبر 1972 في بستويا في إيطاليا. 
```
عبر شركة Sport Man التي أسسها في 2007، أصبح يدير أعمال عدة لاعبين ومدربين في كرة القدم.
 سنة 2018, أعلن سونداس أنه كان على تواصل مع المشرف العام لنادي 
برشلونة
 
خوسيه سيجورا
 لإحضار 
ليونيل ميسي
 لللعب في 
الدوري الإيطالي
.
[
2
]
[
3
]
```

## الشخصيات التي يدير أعمالها
حاليا وسابقا:
| - ألكساندر باتو - نيكاو - مارسيل رومان - فرجاني ساسي - Andressa Alves da Silva - Geremy Lombardi | - عادل رامي - دانييل ستوريدج - ألكساندر باتو - Aladin Ayoub - Guillermo Bufalo Szeszurak |